# 쓰쓰이 야스타카
쓰쓰이 야스타카(일본어: 筒井康隆, 1934년 9월 24일 ~ )는 일본의 소설가 겸 배우이다. 고마쓰 사쿄, 호시 신이치 등과 함께 일본을 대표하는 SF소설가로 꼽힌다.

## 생애
1934년 오사카부 오사카시에서 4형제 중 장남으로 태어났다.
아버지의 영향을 받아 어릴 적부터 독서를 좋아했는데, 초등학생 시절에는 에도가와 란포의 작품을 읽곤 했다. 초등학교 때 받은 아이큐 검사에서 IQ 178라는 결과를 받아 그를 위한 특별반이 생기기도 했다. 하지만 그는 학업에 그리 흥미를 갖지 않아서, 어릴 적부터 만화나 연극 등에 관심을 쏟았다. 그는 대학교에 재학 중이던 1954년 처음 극단에 들어갔고, 대학을 졸업하고 회사에 취직한 뒤에도 직장인 극단에서 활동했다.
1960년 쓰쓰이는 SF 동인지〈NULL〉을 창간했다. 〈NULL〉은 고마쓰 사쿄 등 많은 SF작가를 발굴하는 계기를 제공했다(1964년 폐간했다가, 1971년부터 재간됐다). 여기 실린 그의 단편을 에도가와 란포가 보게 되었고, 그 일이 인연이 되어서 소설가로 데뷔하였다. 1961년 회사를 나와 전업작가로 활동하기 시작했다.
1970년대부터 그는 SF 뿐만 아니라 순수문학적인 작품도 발표하기 시작했다. 80년대 들어서부터는 〈잔상에 립스틱을〉등 형식의 실험에 관심을 가지는 등 다방면에 걸친 소설을 썼다. 1993년 자신의 작품이 사후검열당한 것에 반발해 절필을 선언했다가, 97년 다시 작품활동을 시작했다. 2008년에는 라이트 노벨을 발표하기도 했다.
2017년 4월 6일 트위터에 투고한 위안부 소녀상에 대한 발언으로 논란이 일기도 했다.

## 저서

### 소설
- 《시간을 달리는 소녀》 (1967년)
- 《가족팔경》 (1972년)
- 《나나세 다시 한 번》 (1975년)
- 《오이디푸스의 연인》 (1977년)
- 《부호형사》 (1978년)
- 《일리야 무로메츠》(1985년)
- 《파프리카》 (1993년)
- 《로트렉장 사건》(1990년)
- 《아침의 가스파르》(1992년)
- 《나의 할아버지》 (1999년)